# Ede Poldini
Ede Poldini (13. června 1869 Pešť – 28. června 1957 Vevey) byl maďarský pozdně romantický a raně modernistický skladatel. Nejdříve se proslavil v Uhrách svými mnoha operami. Mezinárodní prestiž získal, když Fritz Kreisler přepsal jeho klavírní dílo „La poupée valsante“ pro housle.
Poldini studoval u Istvána Tomky v Budapešti a u Eusebia Mandyczewského ve Vídni. V roce 1908 se usadil ve Švýcarsku a napsal dvě ze svých známějších oper: Vagabond a princezna (1903) a Svatba během karnevalu (1924). Obě byly uvedeny v Londýně, druhá pod názvem Love Adrift. Opera Himfy měla premiéru v roce 1938 v Budapešti.
Poldini je nejlépe známý svými miniaturními klavírními skladbami v žánru salonní hudby, jako je zmíněná „La poupée valsante“ a dále „Arlequinades“, „Morceaux pittoresques“, „Episodes à la cour“, „Images“ a „Moments musicaux“. „Marionettes“ je sedm klavírních skladeb, které Poldini později přepsal pro orchestr.
Poldinho jednoaktová opera Der Vagabund und die Prinzessin byla v Drážďanech v letech 1916/17 uvedena 14krát pod vedením Fritze Reinera v obsazení mj. Ludwiga Ermolda, Minnie Nastové, Georga Zottmayra a Richarda Taubera.
Poldini zemřel ve Vevey ve Švýcarsku v roce 1957 ve věku 88 let.